# Pseudemathis
Pseudemathis Simon, 1902 è un genere di ragni appartenente alla famiglia Salticidae.

## Etimologia
Il nome del genere è composto dal greco ψεῦδος, pséudos, che significa falso, menzognero, ad indicare una rassomiglianza fittizia con il genere Emathis con cui ha vari caratteri in comune.

## Distribuzione
L'unica specie oggi nota di questo genere è diffusa nelle isole di Réunion e di Mauritius.

## Tassonomia
A dicembre 2010, si compone di una specie:
- Pseudemathis trifida Simon, 1902[2] — Mauritius, Isola Réunion